# Cymolutes torquatus
Cymolutes torquatus là một loài cá biển thuộc chi Cymolutes trong họ Cá bàng chài. Loài này được mô tả lần đầu tiên vào năm 1840.

## Từ nguyên
Từ định danh của loài trong tiếng Latinh mang ý nghĩa là "được trang trí với vòng cổ", hàm ý đề cập đến vạch sọc xiên màu đen phía trên gốc của vây ngực.

## Phạm vi phân bố và môi trường sống
C. torquatus có phạm vi phân bố tập trung rộng rãi ở Tây Thái Bình Dương và thưa thớt ở Ấn Độ Dương (chỉ được biết đến tại vùng biển phía tây nam đảo Madagascar và đảo Rodrigues). Từ đảo Sumatra, loài này được ghi nhận tại nhiều vùng biển thuộc các quốc gia Đông Nam Á, mở rộng phạm vi về phía đông đến một số các quần đảo, đảo quốc thuộc châu Đại Dương, điển hình như quần đảo Solomon, Palau, đảo Guam, quần đảo Marshall, quần đảo Société và quần đảo Marquises; ngược lên phía bắc đến vùng biển phía nam Nhật Bản (bao gồm quần đảo Ogasawara và quần đảo Ryukyu); phía nam giới hạn đến đảo Lord Howe và Sydney (Úc).
C. torquatus sống xung quanh các rạn san hô ở những khu vực có nền đáy cát trong các đầm phá và vùng biển ngoài khơi, và cũng được tìm thấy ở gần các cửa sông có độ sâu đến ít nhất là 25 m; cá con thường sống trong các thảm cỏ biển hoặc khu vực có nhiều đá vụn và tảo.

## Mô tả
C. torquatus có chiều dài cơ thể tối đa được ghi nhận là 20 cm. Vây đuôi hơi bo tròn ở cả cá đực và cá cái. Cơ thể có màu xanh lục nhạt (trắng ở bụng). Thân có khoảng 14 đến 19 vạch sọc màu nâu sẫm, bắt đầu từ sau vây ngực xuất hiện trải dài đến cuống đuôi; những sọc này chuyển thành màu cam ở cá đực. Má và nắp mang có 3 đường sọc màu xanh lam và một đường sọc xiên màu đen nằm trên gốc vây ngực.
Số gai ở vây lưng: 9; Số tia vây ở vây lưng: 12; Số gai ở vây hậu môn: 2; Số tia vây ở vây hậu môn: 11–12; Số tia vây ở vây ngực: 12.

## Sinh thái
Phần trán dốc giúp C. torquatus nhanh chóng đào hang dưới nền cát để trốn tránh những kẻ săn mồi. Thức ăn của chúng chủ yếu là các loài thủy sinh không xương sống ở đáy biển.
Ở bờ biển phía tây bắc của đảo Normanby (Papua New Guinea), loài này được quan sát là có hành vi sinh sản theo nhóm. Mỗi con đực đầu đàn sẽ thống lĩnh bầy cá cái (khoảng 4 đến 5 con) trong hậu cung của nó, và cá đực sẽ thực hiện hành vi giao phối lần lượt với những con cá cái trong bầy của mình. Trong quá trình giao phối, C. torquatus có thể thay đổi màu sắc của cơ thể.